# Little Cornard
Little Cornard – wieś w Anglii, w hrabstwie Suffolk, w dystrykcie Babergh. Leży 27 km na zachód od miasta Ipswich i 84 km na północny wschód od Londynu. W 2001 miejscowość liczyła 305 mieszkańców.